# Адам Мичъл
Адам Мичъл е измислен герой от британския научнофантастичен сериал „Доктор Кой“. Изигран е от Бруно Лангли. Адам е вторият спътник (компаньон) на Деветия Доктор. За разлика от Роуз (първият компаньон на Доктора), Адам е пример за неумел пътешественик във времето. Продуцентът на Доктор Кой Ръсел Т. Дейвис разглежда Адам Мичъл като „компаньона, който не успя“.
Адам е представен като момче гений от 2012 година. Въпреки че Роуз иска да приемат Адам, Доктора е скептично настроен. След като Адам се опитва да използва информация от бъдещето за собствено изгода, Доктора го изхвърля от ТАРДИСа си. Това е първият случай, в който Доктора кара компаньон да напусне по този начин.